# خالد السلمان
خالد عبد الله السلمان فنان ومخرج ومقدم برامج، أخرج العديد من الأعمال وهو ابن المخرج عبدالله السلمان.

## أعماله

### المسلسلات
- (2000) - الخطر معهم 1.
- (2002) - وتبقى الجذور.
- (2003) - الخطر معهم.
- (2009) - خليجي في القاهرة.

### الأفلام السينمائية
- منتصف الليل (2004).
- التجارة شطارة (2015).